# Happy Valley (Hongkong)

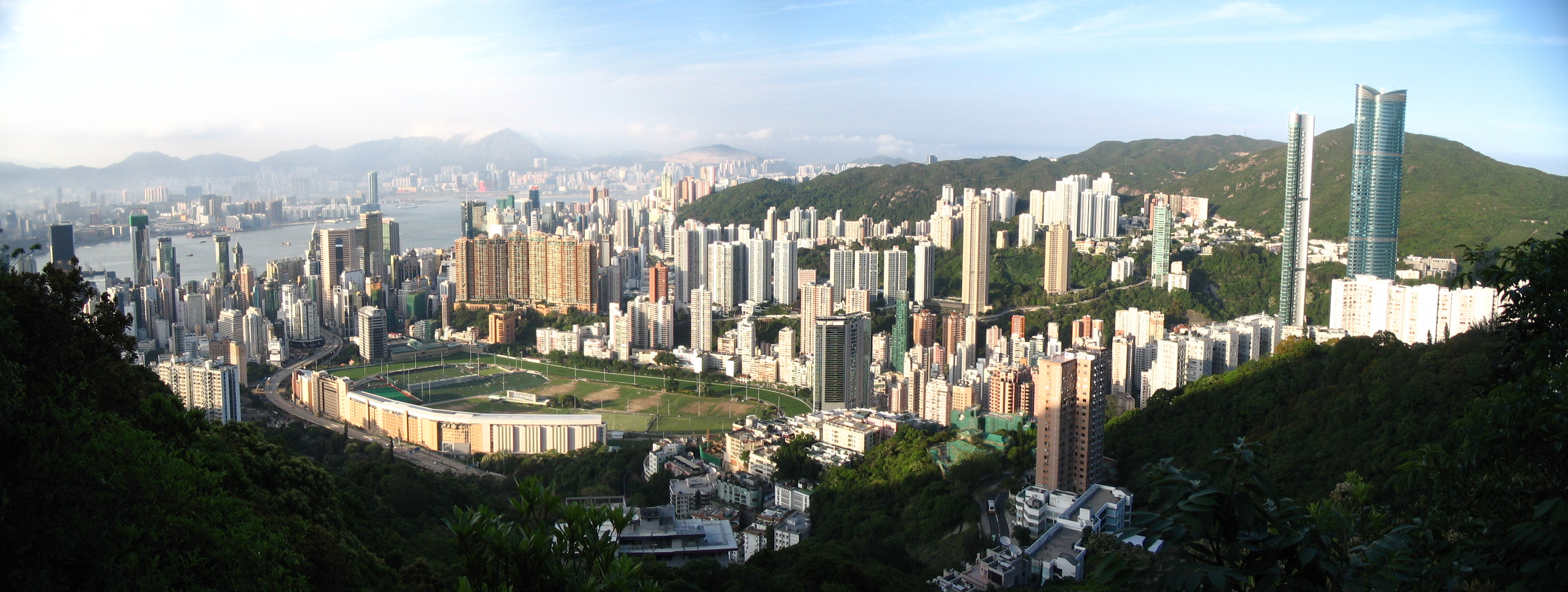
Panorama

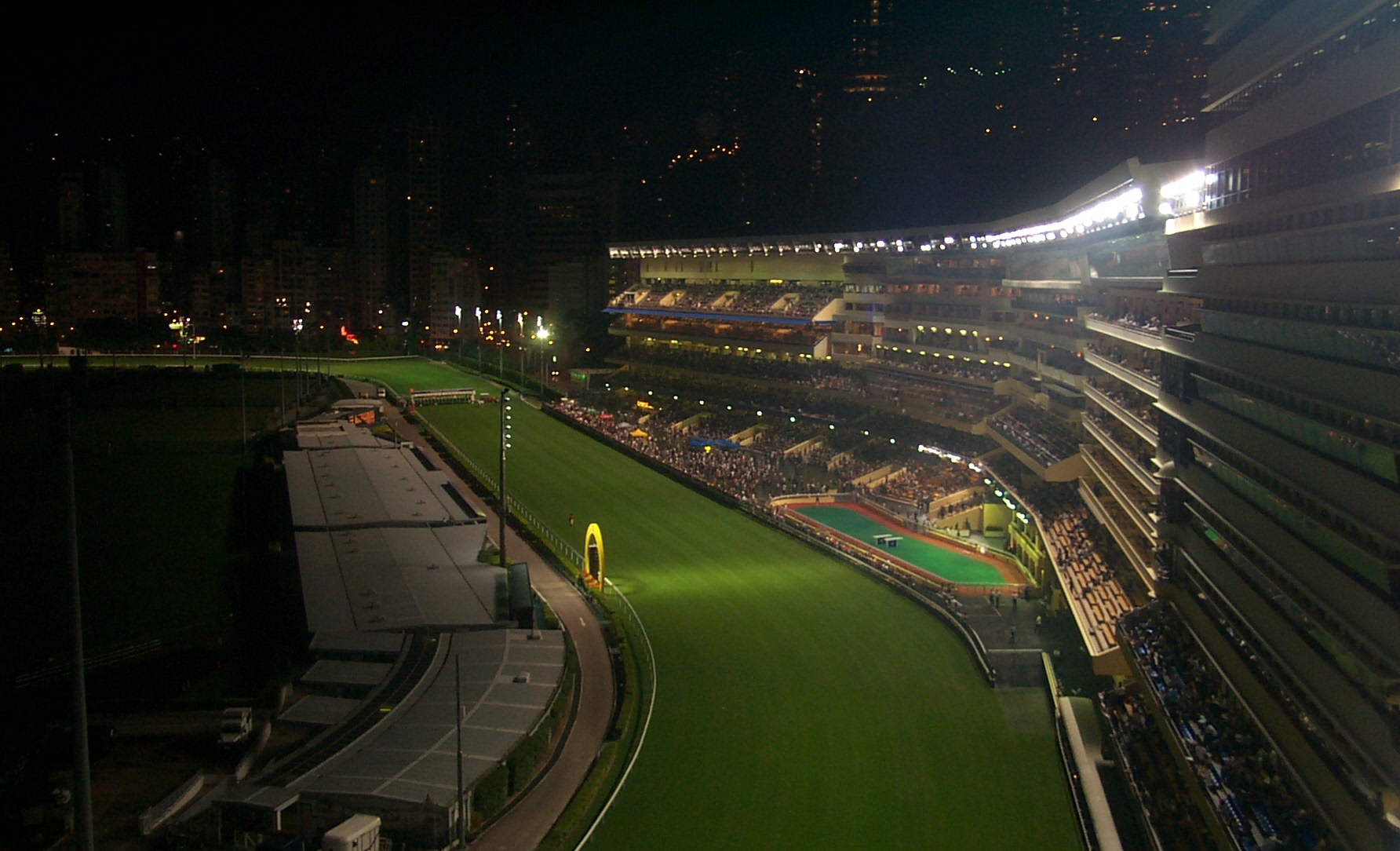
Happy Valley Racecourse

Happy Valley (chinesisch 跑馬地 / 跑马地, Pinyin Pǎomǎdì, Jyutping Paau1maa5dei6*2 – „Pferderennplatz“) ist ein Ortsteil Hongkongs im Wan Chai District auf Hong Kong Island. Happy Valley ist geprägt von höherpreisigen Wohnanlagen wie The Leighton Hill, The Summit und Highcliff. Zu den Sehenswürdigkeiten gehören die Pferderennbahn Happy Valley Racecourse, das Hong Kong Stadium und die Friedhofsanlagen Hong Kong Cemetery.
Der Ort ist Namensgeber des Fußballvereins Happy Valley AA.

## Name
Der Landschaftsarchitekt Ken Nicolson beschreibt die Entstehung des Ortsnamens Happy Valley als britischen Euphemismus für die Friedhofsanlagen, die ab 1848 entstanden. Laut der Autorin Patricia Lim war der Name Happy Valley bereits vor der Eröffnung des ersten Friedhofs in Gebrauch. Ihr Erklärungsansatz ist, dass Happy Valley bei Beginn der britischen Kolonialisierung der fruchtbarste und schönste Ort an der Nordküste von Hong Kong Island gewesen sei. Orlando Bridgeman, Lieutenant beim 98th Regiment of Foot in Hongkong von 1842 bis 1843, soll den Ort folgendermaßen beschrieben haben:

“There is only one spot in the whole of the island that has a tree on it. It is called Happy Valley, and is certainly a pretty spot. The rest of the island is one barren rock and perfectly devoid of all vegetation.”

„Es gibt nur einen Flecken auf der ganzen Insel, an dem sich ein Baum befindet. Er heißt Happy Valley und ist gewiss ein schöner Ort. Der Rest der Insel ist ein kahler Fels und vollkommen frei von jeglicher Vegetation.“

Der chinesische Name 跑馬地,  Pǎomǎdì, Jyutping Paau1maa5dei6*2 bedeutet wörtlich „Ort zur Pferderennenveranstaltung“ oder „Platz für Pferdeauslauf“.

## Geschichte
Happy Valley war ursprünglich Sumpfgebiet und Mündung des Flusses Wong Nai Chung (黃泥涌,  Huángní Chōng, Jyutping Wong4nai4 Cung1 – „Löss-Flussarm“). Bauern bauten hier Süßkartoffeln und vor allem Reis an. Bei der chinesischen Bevölkerung war Happy Valley aufgrund des Feng Shui des Ortes nicht als Bauland begehrt. Europäische Siedler bauten anfänglich Häuser, mieden den Ort jedoch, nachdem sich Todesfälle häuften, die in dem sumpfigen Gebiet durch Malaria verursacht wurden.
In der gerade gegründeten Victoria City war die Todesrate aufgrund von Malaria und anderen Krankheiten hoch. Während sich die ersten christlichen Friedhöfe in Wan Chai zunehmend füllten, wurde 1845 der protestantische Friedhof Hong Kong Cemetery in Happy Valley eingerichtet. Etwa zur selben Zeit wurde der Reisanbau in Happy Valley verboten und das Sumpfgebiet trockengelegt. Auf dem nun freigewordenen Land wurde 1846 die Pferderennbahn Happy Valley Racecourse eröffnet. In den folgenden Jahren wurden in der Nähe des Hong Kong Cemetery weitere Friedhöfe eingerichtet: 1848 römisch-katholisch, 1852 parsisch, 1855 jüdisch, 1870 muslimisch und 1880 hinduistisch mit den frühesten Gräbern datiert auf 1888.

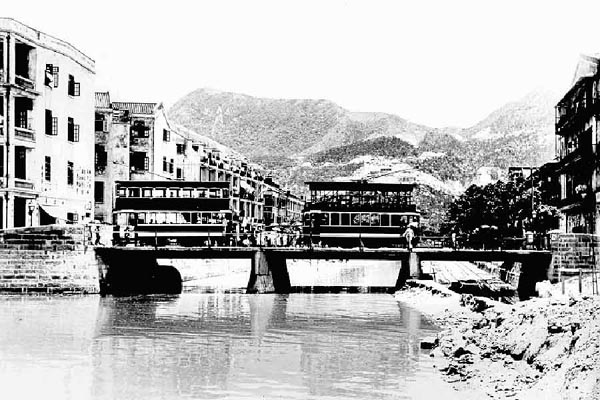
Bowrington Canal (1920)

Unter dem Gouverneur John Bowring wurde ab Mitte der 1850er Jahre der Fluss Wong Nai Chung zu einem Kanal ausgebaut, dem Bowrington Canal. Ein markanter Punkt wurde die 1861 gebaute Bowrington Bridge, über die auch später die Hong Kong Tramways den Kanal passierte. Der Kanal wurde bei späteren Landgewinnungsprojekten überdacht und die Brücke entfernt. Er verläuft heute unterirdisch unter der Canal Road und der darüber erbauten Hochstraße Canal Road Flyover, die einen Teil der Route 1 bildet.
1884 wurde zur Förderung des Pferderennsports der Hong Kong Jockey Club gegründet. 1918 starben bei einem Feuer am Happy Valley Racecourse etwa 600 Menschen.
1953 wurde das Fußballstadion Government Stadium eröffnet, das 1994 zum Hong Kong Stadium umgebaut wurde.
2001 und 2003 wurden die benachbarten Wolkenkratzer The Summit und Highcliff im Süden von Happy Valley errichtet und gehören zu den höchsten Wohngebäuden Hongkongs.

## Nahverkehr
- Hong Kong Tramways
- Mass Transit Railway (MTR)